# Gensjösjön
Gensjösjön är en sjö i Örnsköldsviks kommun i Ångermanland som ingår i Moälvens huvudavrinningsområde. Sjön är 11 meter djup, har en yta på 0,91 kvadratkilometer och befinner sig 66 meter över havet. Gensjösjön ligger i Moälven Natura 2000-område. Sjön avvattnas av vattendraget Södra Anundsjöån (Skalmsjöån).

## Delavrinningsområde
Gensjösjön ingår i delavrinningsområde (703989-161230) som SMHI kallar för Utloppet av Gensjösjön. Medelhöjden är 135 meter över havet och ytan är 8,55 kvadratkilometer. Räknas de 56 avrinningsområdena uppströms in blir den ackumulerade arean 536,32 kvadratkilometer. Södra Anundsjöån (Skalmsjöån) som avvattnar avrinningsområdet har biflödesordning 2, vilket innebär att vattnet flödar genom totalt 2 vattendrag innan det når havet efter 51 kilometer. Avrinningsområdet består mestadels av skog (65 procent) och jordbruk (11 procent). Avrinningsområdet har 0,91 kvadratkilometer vattenytor vilket ger det en sjöprocent på 10,6 procent.

## Galleri

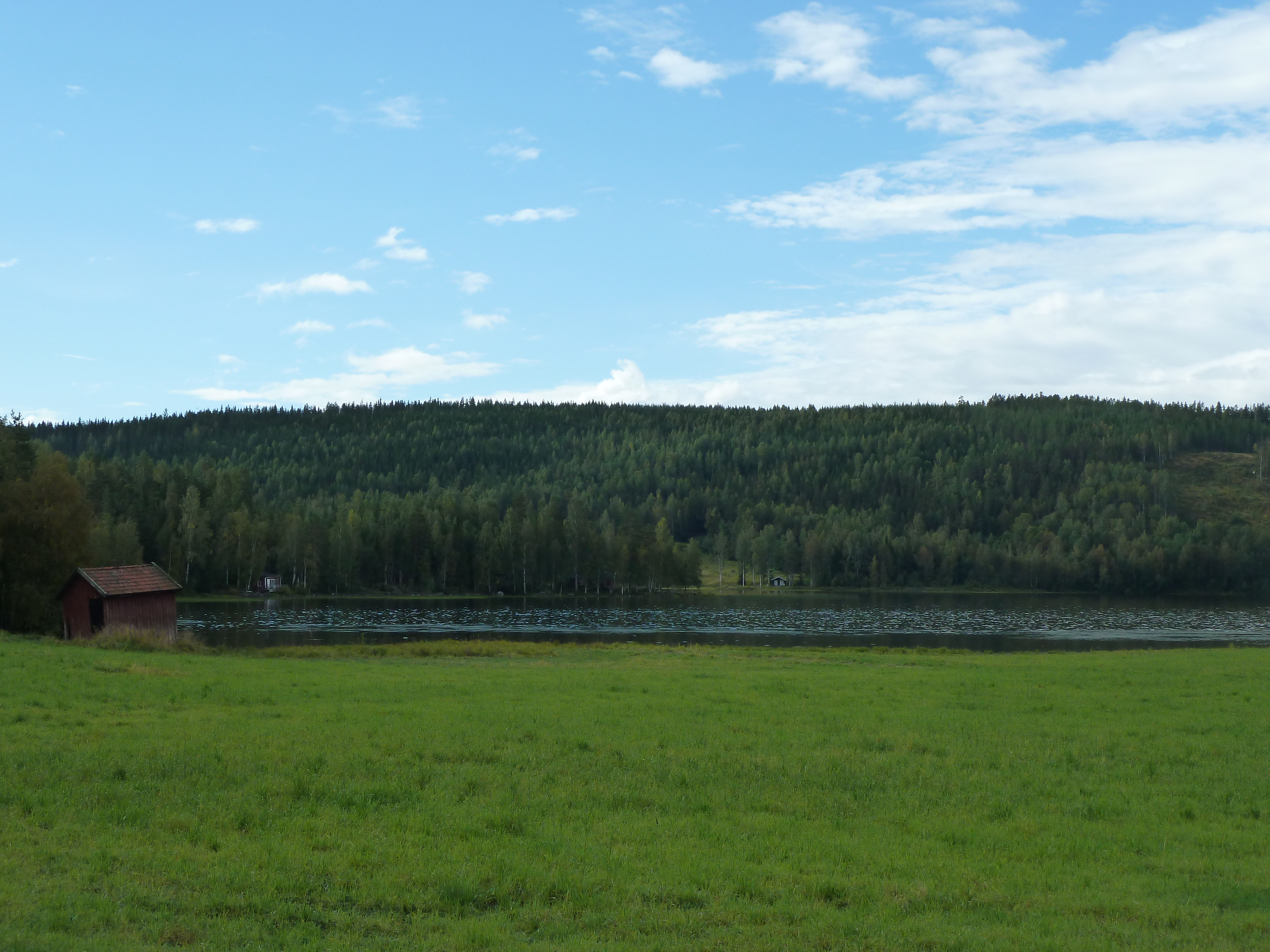
Bildserie över sjön och betesmarkerna tagen september 2012.
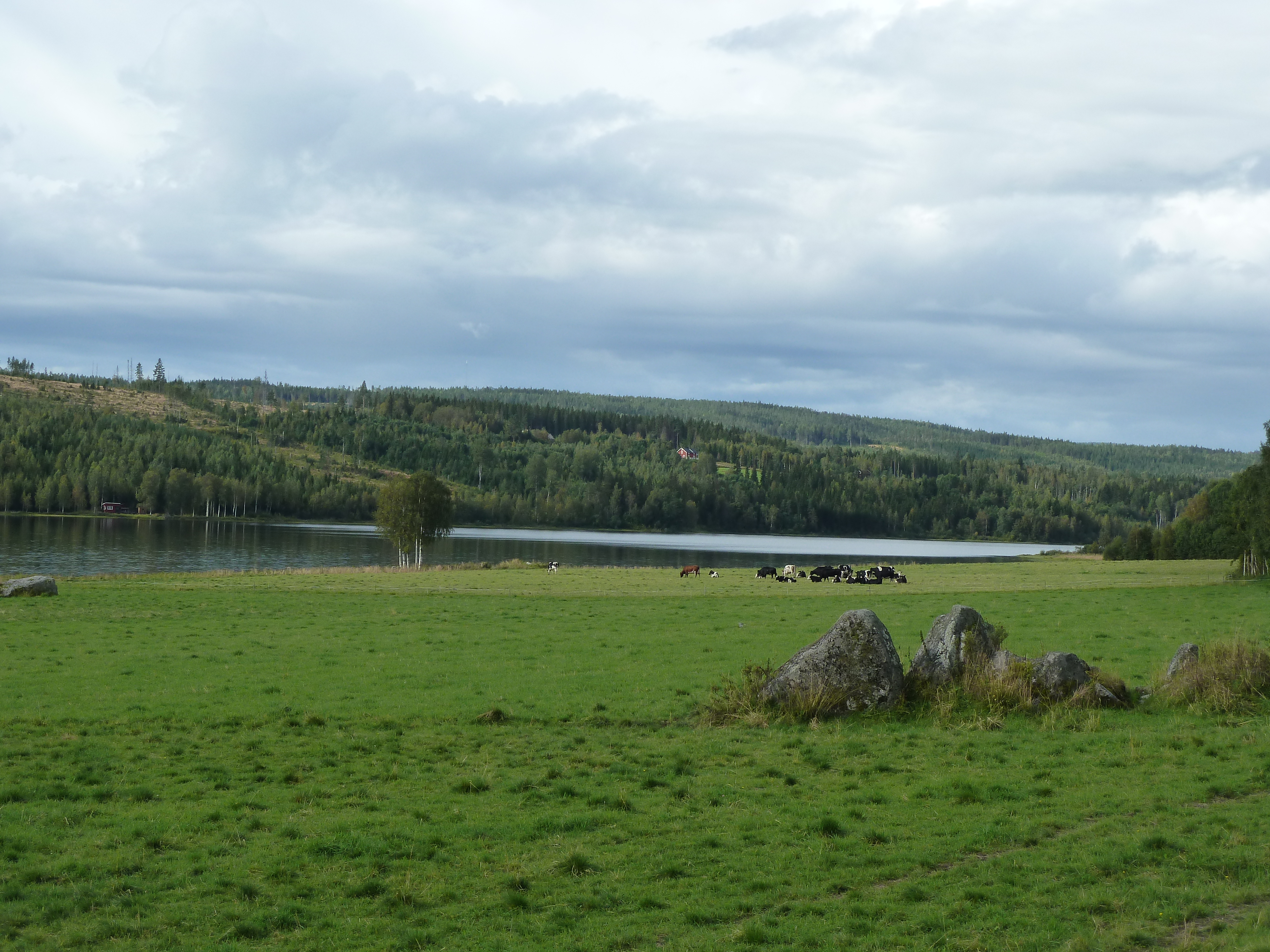
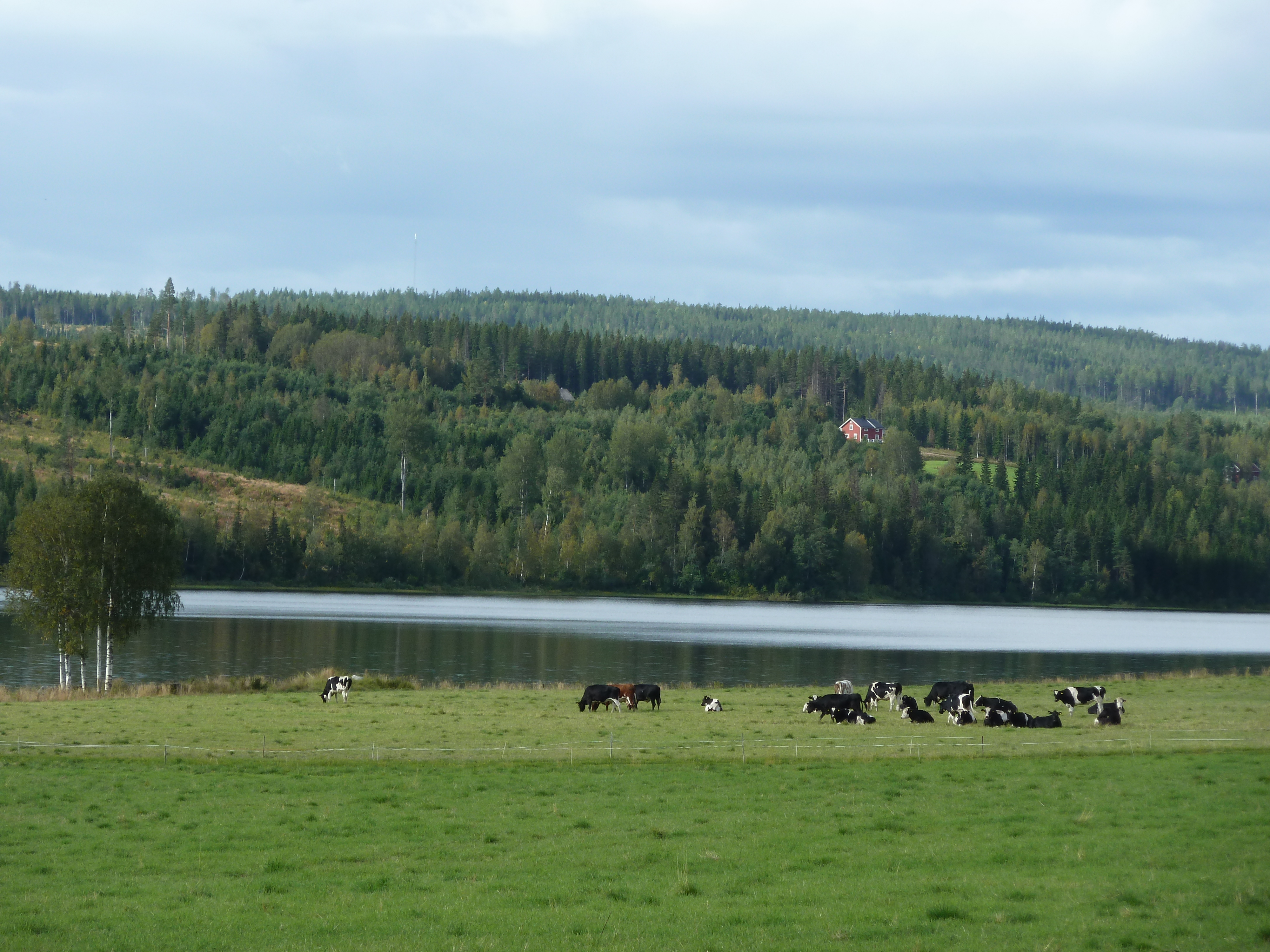